# Floriano Cavalcanti de Albuquerque
Floriano Cavalcanti de Albuquerque, (Belém, 10 de dezembro de 1895 — São Paulo, 07 de outubro de 1973) foi um jurista, educador, advogado, filósofo, político e juiz brasileiro.
Foi o avô do também jurista José Geraldo de Sousa Júnior.

## Biografia

### Primeiros anos
Filho de potiguares, Floriano nasceu em Belém do Pará no ano de 1895. Porém, logo se mudou para o Rio Grande do Norte.  Em Natal, cursou os colégios Americano, Diocesano Santo Antônio e Atheneu. Posteriormente, foi para Recife, onde estudou o 1º ano de Engenharia e depois bacharelou-se em ciências jurídicas na Faculdade de Direito do Recife em 1918. 
Em Recife, foi fortemente influenciado pelas teorias naturalistas e evolucionistas de Darwin, de Spencer e do monismo de Haeckel. Dedicou-se, por essa razão, ao estudo da filosofia e da ciência jurídica e social de seu tempo. 

### Trajetória profissional
Após concluir sua formação na Escola do Recife, advogou em Natal e ensinou no seu antigo colégio, Atheneu, em disciplinas de Lógica, História da Filosofia e História Universal. Em 1930, foi nomeado para os cargos de Juiz de Direito nas comarcas de Pau dos Ferros, Canguaretama (por remoção em 1931) e Natal (promovido em 1934). Em 1941, foi ainda nomeado Desembargador do Tribunal de Justiça do Rio Grande do Norte; sendo depois juiz do Tribunal Eleitoral em momentos políticos conturbados (1945 e 1961-1965).  Além dessas atribuições, foi professor universitário e Diretor da Faculdade de Direito da UFRN (a partir de 1950), mesma instituição onde era titular da cadeira de Introdução à Ciência do Direito. Foi reconhecido com o título de Professor Emérito da UFRN. 
Foi membro da Academia Norte-Rio-Grandense de Letras (cadeira nº 21) e do Instituto Histórico e Geográfico do Rio Grande do Norte. 

### Trajetória política
Nas eleições de 1926, Floriano Cavalcanti foi eleito deputado constituinte pelo Rio Grande do Norte, filiado ao Partido Republicano Federal, com a missão de revisar a Constituição do Estado do Rio Grande do Norte. Após esta experiência, porém, Floriano retornou à dedicação profissional do direito e da docência, sendo nomeado juiz a partir de 1930. Crítico do Estado Novo, Floriano Cavalcanti decidiu interromper a carreira como Desembargador do Tribunal de Justiça, filiou-se ao partido UDN para a disputa eleitoral no ano de 1947, com a reabertura democrática do país, disputando o cargo de Governador do Rio Grande do Norte.  
As eleições de 1946-1947 foram as mais disputadas da história do Rio Grande do Norte. O grupo governista, aliado ao varguismo, lançou José Augusto Varela pelo PSD para Governador. O bloco das oposições unificou suas forças em torno de um único candidato a Governador: Desembargador Floriano Cavalcanti de Albuquerque.  

Floriano Cavalcanti era conhecido por sua oratória rebuscada, formal e elegante. Um dos trechos de seu discursos que serve de exemplo é a introdução de seu comício em Macau no ano de 1946: 
“Salve Macau! Linda cidade nereida, que os meus olhos contemplam nesta noite enluarada, como numa visão de sonho! Encantado pela beleza do céu, eu me recordo da frase com que Kant condensou todas as maravilhas do Universo: “Em cima, o firmamento estrelado: e, dentro de nós a lei moral”. É este o espetáculo que me comove neste instante. O céu estrelado fora de mim, como manifestação externa da potência criadora (‘natura, naturans’), e a lei moral dentro de mim, como revelação interna de minha procedência divina (‘natura, naturata’). O macrocosmo e o microcosmo. Deus e o Homem”. 
O resultado da eleição foi o seguinte: 
| Candidatos a governador do estado | Candidatos a vice-governador | Coligação                      | Votação | Percentual |
| --------------------------------- | ---------------------------- | ------------------------------ | ------- | ---------- |
| José Augusto Varela PSD           | Não havia -                  | PSD (sem coligação)            | 57.296  | 50,90%     |
| Floriano Cavalcanti UDN           | Não havia -                  | Oposições Coligadas (UDN, PSP) | 55.275  | 49,10%     |
| Fontes:                           |                              |                                |         |            |

Apesar da derrota, Floriano permaneceu no direito e na filosofia, retornando posteriormente ao Tribunal de Justiça do Rio Grande do Norte na década de 1950. Em 1954, foi Presidente deste Tribunal.

## Publicações[3]
- O Pessimismo - Sob o Conceito Universal,
- Antônio Marinho e Seu Tempo,
- Rui Barbosa e a Necessidade do Culto Cívico,
- Sílvio Romero - o Crítico, o Sociólogo e o Jurista,
- Juízes e Advogados,
- Da Responsabilidade Civil do Estado,
- Amaro Cavalcanti, o Homem e o Jurista,
- Clóvis Bevilacqua e Sua Concepção Jurídico-Filosófica;
- A Concepção Filosófica da História